# Nicolas Jarry (calligrafo)

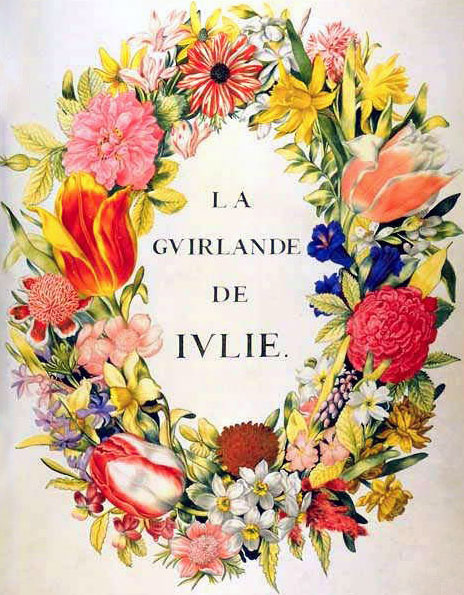
La Guirlande de Julie

Nicolas Jarry (1620 circa – 1674 circa) fu un celebre calligrafo e notista della musica di corte, i cui manoscritti sono considerati dei capolavori, in particolare la Guirlande de Julie, una raccolta di madrigali che il duca de Montausier offrì a Julie d'Angennes.
| Controllo di autorità | VIAF (EN) 95765747 · ULAN (EN) 500013853 · BNF (FR) cb16163428m (data) |